# Lethrus obliquus
Lethrus obliquus är en skalbaggsart som beskrevs av Semenov 1894. Lethrus obliquus ingår i släktet Lethrus och familjen tordyvlar. Inga underarter finns listade i Catalogue of Life.